# Federico Bolzonella
Federico Bolzonella (Varese, 21 aprile 1984) è un ex cestista italiano, di ruolo playmaker.

## Palmarès
- Coppa Italia Lega Nazionale Pallacanestro: 1

Pallacanestro Lago Maggiore: 2012-13